# كازوكي كوزوكا
كازوكي كوزوكا (باليابانية: 小塚 和季) (2 أغسطس 1994 في ميتسوكا في اليابان – )؛ هو لاعب كرة قدم ياباني سابق كان يلعب كلاعب وسط.

## وصلات خارجية
- كازوكي كوزوكا على موقع رابطة كرة القدم اليابانية للمحترفين (اليابانية)
- كازوكي كوزوكا على موقع دوري كوريا الجنوبية (الإنجليزية)
- كازوكي كوزوكا على موقع إي إس بي إن إف سي (الإنجليزية)
- كازوكي كوزوكا على موقع قاعدة بيانات كرة القدم.إي يو (الإنجليزية)
- كازوكي كوزوكا على موقع Soccerway.com (الإنجليزية)
- كازوكي كوزوكا على موقع عالم كرة القدم.نت (الإنجليزية)